# Pleuratus den yngre
Pleuratus den yngre (albanska; Pleurat), var grundaren av den Ardiaeiska kungarriket, samt kung från 260 f.Kr till 250 f.Kr.. Han efterträddes av sin son Agron av Illyrien 250 f.Kr..